# Catherine Share
Catherine Louise « Gypsy » Share (née le 10 décembre 1942) est une ancienne membre de la « famille » de Charles Manson,,. Elle a été reconnue coupable d'un ou plusieurs crimes[pas clair] et a passé cinq ans en prison. À la suite de sa libération en 1975, elle s'est dissociée de la Famille et a effectué une opération chirurgicale pour retirer le « X » qu'elle et d'autres membres de la Famille s'étaient incisés sur le front, suivant l'exemple donné par Manson au cours de son procès.

## Jeunesse
Catherine Share affirme être née en France sous l'occupation allemande dans une famille juive. Son père aurait été Résistant et ses deux parents et trois de ses grands-parents auraient péri pendant la guerre. Catherine aurait été adoptée par une Française qui aurait alors épousé un psychologue américain et déménagé à Hollywood, en Californie. Alors que Catherine n'avait que 16 ans, sa mère adoptive atteinte d'un cancer se serait suicidée et son père adoptif l'aurait rejetée.
Elle termine ses études secondaires au lycée d'Hollywood en 1961. Après le remariage de son père adoptif, elle quitte l'université et commence à errer à travers la Californie, immergée dans la contre-culture des années 1960.
En 1965, elle enregistre un single pour l'Autumn Label à San Francisco, qui était déjà une étoile montante grâce aux Beau Brummels. L'enregistrement, sous le nom de la Charity Shayne, a été publié au Royaume-Uni dans les années 2000 comme une piste nommée "Someone to Love" sur le CD 'Ace/Big Beat.

## Participation dans la Famille Manson
Au début de 1967, Catherine Share rencontre Bobby Beausoleil sur le tournage d'un film porno softcore intitulé Ramrodder. Elle commence une liaison avec le musicien en herbe et, après une rencontre avec Charles Manson par le biais de Beausoleil, déménage au Ranch Spahn sous le contrôle de la "Famille". Les autres membres la surnomment Gypsy. Elle n'est pas directement impliquée dans le meurtre de Sharon Tate et ses amis, mais elle témoignera pendant le procès de 1970 contre une autre membre de la Famille, Linda Kasabian, pour absoudre Manson de toute implication.
En 1971, Share et quatre autres disciples de Charles Manson, Lynette Fromme (« Squeaky »), Dennis Rice, Steve Grogan (« Clem ») et Ruth Ann Moorehouse (« Ouisch »), sont jugés pour tentative de meurtre contre Barbara Hoyt, une ancienne membre de la Famille Manson, pour l'empêcher de témoigner au procès de Manson, Susan Atkins, Leslie van Houten et Patricia Krenwinkel. « Ouisch » devait attirer Hoyt à Honolulu (Hawaii) pour l'empêcher de témoigner. Si Hoyt ne pouvait pas être convaincue de ne pas témoigner, Ouisch était censée la tuer. Le 9 septembre 1971, alors que Barbara Hoyt se préparait à retourner en Californie, Moorehouse lui offre un hamburger dans lequel elle ajoute du LSD, puis elle retourne en Californie. Hoyt survit à cette tentative de meurtre. Catherine Share et ses complices sont d'abord jugés pour tentative d'assassinat, mais ce chef d'accusation devient par la suite « tentative d'obstruction de témoignage ». Share, Fromme, Rice et Grogan purgent chacun une peine de 90 jours dans l'établissement pénitencier du comté de Los Angeles. Ruth Moorehouse ne purge pas cette peine, car elle ne comparaît pas à la condamnation.
Pendant sa peine de prison, Catherine Share donne naissance à un fils, Phoenix Son, le 5 janvier 1971. Il est ensuite placé en famille d’accueil. Share refuse de confirmer la paternité de ce fils et nie que Charles Manson en soit le père. Après sa sortie de prison, elle reprend la garde de son fils et révèle que Steve "Clem" Grogan est son père.
Le 21 août 1971, Gypsy, accompagnée par son mari de l'époque, Kenneth Como et de Mary Brunner, Dennis Rice, Charles Lovett et Larry Bailey, tous membres de la Famille, vont braquer le Western Surplus Store d'Hawthorne, California. Ils sortent leurs armes et ordonnent aux propriétaires et aux employés du magasin de se mettre au sol. Ils volent alors 143 fusils, jusqu'à ce qu'un employé ne déclenche l'alarme. Ils avaient avant cela réussi à monter une sorte de barricade. Quand une voiture de police arrive, Gypsy fait feu sur elle, endommageant le pare-brise. Les tirs des policiers blesseront Brunner, Share et Bailey,.
Mary Brunner et Catherine Share sont jugées et incarcérées dans une unité spéciale de la California Institution for Women créée dans le couloir de la mort pour Leslie Van Houten, Susan Atkins et Patricia Krenwinkel, condamnées à mort pour leur implication dans le meurtre de Sharon Tate. Share purge 5 ans de prison pour son implication dans le braquage d'Hawthorne puis est libérée en 1975. Après sa sortie de prison, elle s'est officiellement éloignée de la Famille.

## Après la Famille Manson
En 1979, Catherine Share est condamnée par contumace en Californie pour six fraudes à l'encontre de la poste, transport d'objets volés entre Etats et fraude bancaire. Bien qu'elle ait d'abord fui au Canada, elle revient ensuite en Californie pour purger sa peine. En juin 2006, elle visite les ruines du Ranch Spahn afin d'être interviewée sur son rôle dans la Famille pour la série "Our Generation" sur The History Channel. En 2007, elle est de nouveau interviewée sur sa relation avec la Famille par le psychologue légal Dr Michael Stone pour la série télévisée américaine Most Evil sur la chaîne Investigation Discovery. À ce jour, Catherine Share se dit chrétienne. Elle entretient une relation forte avec son fils et elle dénonce les sectes.

## Dans la fiction
Elle est un personnage du film Once Upon a Time… in Hollywood (2019) de Quentin Tarantino. Son rôle est interprété par Lena Dunham.